# Chrysolina silvanae
Chrysolina silvanae es un coleóptero de la familia Chrysomelidae.
Fue descrita científicamente en 1978 por Daccordi.